# کاسمده
کاسمده یا به گویش محلی کاسمه روستایی است از توابع بخش مرکزی شهرستان آمل در استان مازندران ایران است.

## جمعیت
این روستا در دهستان بالاخیابان لیتکوه قرار داشته و براساس آخرین سرشماری مرکز آمار ایران که در سال ۱۳۸۵ صورت گرفته، جمعیت آن ۶۴۶ نفر (۱۵۸خانوار) بوده‌است.